# Bòrt (Cruesa)
Bòrt Sent Jòrge (en francès Bord-Saint-Georges) és una localitat i comuna de França, a la regió de la Nova Aquitània, departament de la Cruesa. La seva població al cens de 1999 era de 336 habitants. Està integrada a la Communauté de communes du Pays de Boussac.

## Demografia
| 1968 | 1975 | 1982 | 1990 | 1999 |
| ---- | ---- | ---- | ---- | ---- |
| 568  | 528  | 435  | 343  | 336  |

## Administració
| Període | Identitat             | Partit |
| ------- | --------------------- | ------ |
| 2001-   | Jean-Baptiste Alanore |        |